# Schirak
Schirak ([ʃiˈɾɑk] , armenisch Շիրակի մարզ, in wissenschaftlicher Transliteration Širaki marz, übersetzt Provinz Schirak, in englischer Transkription Shirak) ist die nordwestlichste Provinz Armeniens.

## Geographie
Schirak grenzt im Süden und Südosten an die Provinz Aragazotn, im Osten an die Provinz Lori, im Norden an Georgien (v. a. Provinz Samzche-Dschawachetien) und im Westen an die Türkei (vor allem an die Provinz Kars).
In der Provinz leben auf einer Fläche von 2681 km² 233.308 Menschen (Stand von 2011). Provinzhauptstadt ist die zweitgrößte Stadt Armeniens Gjumri (ehemals Alexandropol und 1924–1991 Leninakan); weitere Städte sind Artik und die in den 1990er-Jahren zu Städten erhobene frühere Siedlung städtischen Typs Maralik. Neben diesen drei Stadtgemeinden gibt es 116 Landgemeinden mit insgesamt 128 Dörfern; die größten Dörfer (mit jeweils über 2000 Einwohnern) sind Achurjan, Asatan, Marmaschen, Mez Mantasch, Panik, Pemsaschen, Pokr Mantasch und Sarnaghbjur (Stand 2011). Bis in die 1990er-Jahre besaßen auch die heutigen Dörfer Anipemsa und Pemsaschen den Status von Siedlungen städtischen Typs.

## Wirtschaft
In der Schirak-Ebene wird vor allem Weizen und Gerste angebaut.

## Geschichte
Die Schirak-Ebene war seit Argišti I. Teil des Urartäischen Reiches.
Während der Zugehörigkeit des Gebietes zum Russischen Reich entsprach das Territorium der Provinz weitgehend dem westlichen und größten Teil des Ujesds Alexandropol des Gouvernements Eriwan (ab 1850).
Am 7. Dezember 1988 erschütterte das Erdbeben von Spitak den Norden der damaligen Armenischen SSR der Sowjetunion. 25.000 Menschen starben; auch große Teile des heutigen Schirak, insbesondere die Stadt Gjumri und ihr Umland, wurden zerstört, und bis in die 2000er-Jahre lebten durch das Beben obdachlos gewordene Menschen in ursprünglich nur provisorisch errichteten Notunterkünften.
Die heutige Provinz Schirak wurde während der administrativen Neuordnung im Rahmen der Dezentralisierung in Armenien 1995 aus den seit 1930/37 in der Armenischen SSR bestehenden Rajons Achurjan, Amassia, Ani, Artik und Aschozk (bis 1990 Gukassjan) sowie den rajonfreien Städten Artik und Gjumri gebildet.

## Verwaltungsgliederung
Seit einer Verwaltungsreform im November 2017 beinhaltet die Provinz Schirak 42 Gemeinden, von denen drei Stadt- und 39 Landgemeinden sind:
| Stadtgemeinde | Gebiet (km²) | Bevölkerung (2011) | Eingemeindete Siedlungen |
| ------------- | ------------ | ------------------ | --- |
| Artik         | 7            | 19.534             | |
| Gjumri        | 54           | 121.976            | |
| Ani           |              |                    | Maralik (Gemeindezentrum), Aniawan, Aghin, Aghin Kajaran, Anipemsa (mit Ruine Jereruk), Bagrawan, Bardsraschen, Dsitankow, Dsorakap, Gusanagjugh, Hajkadsor, Isahakjan, Dschrapi, Karaberd, Norschen, Landschik, Lusaghbjur, Sarakap, Sarnaghbjur, Schirakawan |

Landgemeinden und enthaltene Siedlungen:
- Achurik
- Achurjan
  - Arewik
  - Ajgabaz
  - Basen
  - Dschrarat
  - Howit
  - Kamo
  - Kanut
- Amasia
  - Aregnadem
  - Bandiwan
  - Bjurakn
  - Gtaschen
  - Howtun
  - Dschradsor
  - Kamchut
  - Mghraschat
  - Woghdschi
- Anuschawan
- Arewschat
- Arapi
- Arpi (Landgemeinde)
  - Berdaschen (Gemeindezentrum)
  - Alwar
  - Aghworik
  - Ardenis
  - Darik
  - Garnaritsch
  - Jeghnadschur
  - Paghakn
  - Sarischat
  - Schaghik
  - Sorakert
  - Zaghkut
- Aschotsk
  - Bawra
  - Ghasantschi
  - Karmrawan
  - Krasar
  - Mez Sepasar
  - Pokr Sepasar
  - Saragjugh
  - Sujgaghbjur
  - Sisawet
  - Tawschut
- Asatan
- Bajandur
- Beniamin
- Geghanist
- Getk
- Getap
- Gharibdschanjan
- Haritsch
  - Hazikawan
  - Kloster Haritschawank
- Hajkasar
- Hajkawan
- Hajrenjaz
- Horom
- Howtaschen
- Jerasgawors
- Lernakert
- Marmaschen (Landgemeinde)
  - Majisjan (Gemeindezentrum)
  - Dschadschur
  - Dschadschurawan
  - Hazik
  - Howuni
  - Kaps
  - Karmrakar
  - Keti
  - Kraschen
  - Lernut
  - Marmaschen (mit ehem. Kloster Marmaschen)
  - Mez Sariar
  - Pokraschen
  - Schirak (Marmaschen)
  - Wahramaberd
- Meghraschen
- Mez Mantasch
- Nahapetawan
- Nor Kjank
- Panik
- Pemsaschen
- Pokr Mantasch
- Saralandsch
- Saratak
- Spandarjan
- Sarapat (Landgemeinde)
  - Torosgjugh (Gemeindezentrum)
  - Arpeni
  - Baschgjugh
  - Dsoraschen
  - Goghowit
  - Hartaschen
  - Hoghmik
  - Kakawasar
  - Lernagjugh
  - Musajeljan
  - Pokr Sariar
  - Salut
  - Sarapat
  - Wardaghbjur
  - Zoghamarg
- Tufaschen
- Wardakar
- Woskehask